# HK UMP衝鋒槍
HK UMP（德語：Universale Maschinenpistole，意為「通用衝鋒槍」）是由黑克勒&科赫於1998年所開發完成的一款冲锋枪，目前有.45 ACP、9×19毫米帕拉貝倫以及.40 S&W3種口徑可選擇。由於性能優異、後座力小、易於分解和價錢合理，目前獲多個特種部隊及特警單位所採用。

## 歷史

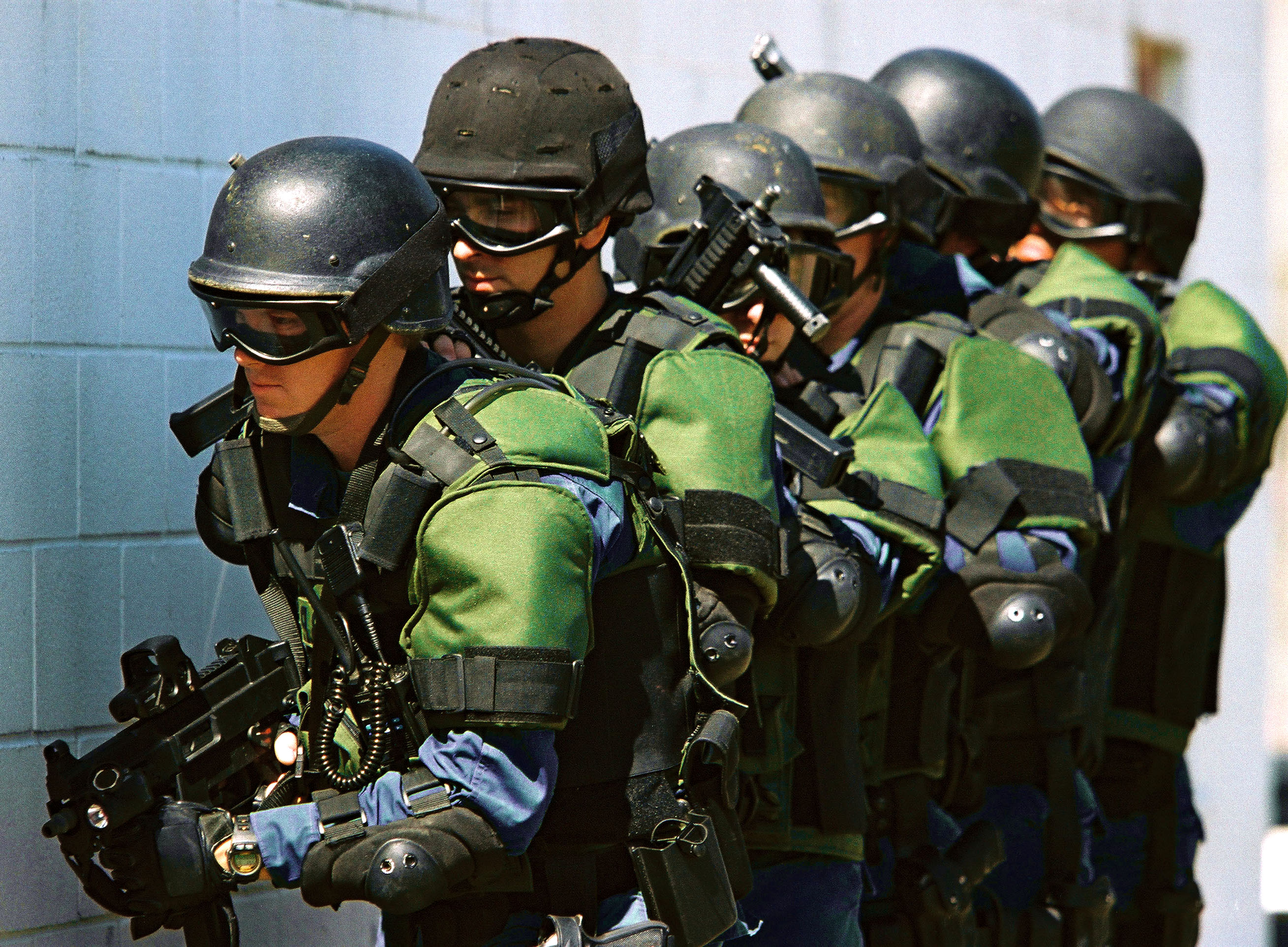
美國海關及邊境保衛局人員裝備的UMP

由於.45口徑制止力較高，部份美國特種作戰部隊開始換裝.45口徑的手槍，以取代制止力不足的9毫米手槍。不過，他們的主要武器仍然是9毫米口徑的MP5冲锋枪，不利於對付較為難纏的敵人，而且與手槍使用的.45 ACP彈藥不同，增加了彈藥後勤補給上的不便，於是他們都希望能改用.45口徑的衝鋒槍作為制式武器，不過當時市面上並沒有適合特種作戰的.45口徑衝鋒槍。不久，H&K為了推出一款比MP5更低價，同時結構更簡單的武器，於是便開發了名為“通用機關手槍”（Universal Machine Pistol，簡稱：UMP）的.45口徑衝鋒槍，並於1998年送交美軍進行試驗。在經過一連串的試驗之後，UMP被證明為性能優秀，完全符合特種作戰的要求，故目前已獲部份美軍特種作戰部隊和美國境內大量執法機關所採用。除.45 ACP口徑版本外，H&K亦推出了.40 S&W和9毫米帕拉貝倫口徑的UMP以滿足不同用戶的需求。H&K開發UMP的目的是要向客戶提供MP5以外的另一個選擇，而非要將其完全取代，故MP5至今仍在生產中。

## 設計
UMP在設計時運用了來自HK G36突擊步槍的一些概念，並大量採用塑料製造外部零件，這不僅減輕了重量，也降低了價格。不過UMP仍保持了H&K一貫的優良性能和質素。UMP捨棄了MP5較複雜的滾輪延遲反衝式原理，改用一般反衝方式運作，並同樣使用閉鎖式槍栓，以確保射擊精度，同時亦安裝了減速器，以把射速控制在600發／分鐘，不過在發射高壓彈時，射速會提高到700發／分鐘。

### 配件
UMP的標準瞄具採用傳統準星和照門，不過在上機匣設有標準的皮卡汀尼導軌，可讓用戶自行裝上各種瞄準設備。此外，UMP的護木左右兩側及下方都可以都可以很方便地添加RIS導軌並安裝各式配件。

## 型號
UMP目前有3種口徑的型號和半自動民用型號。

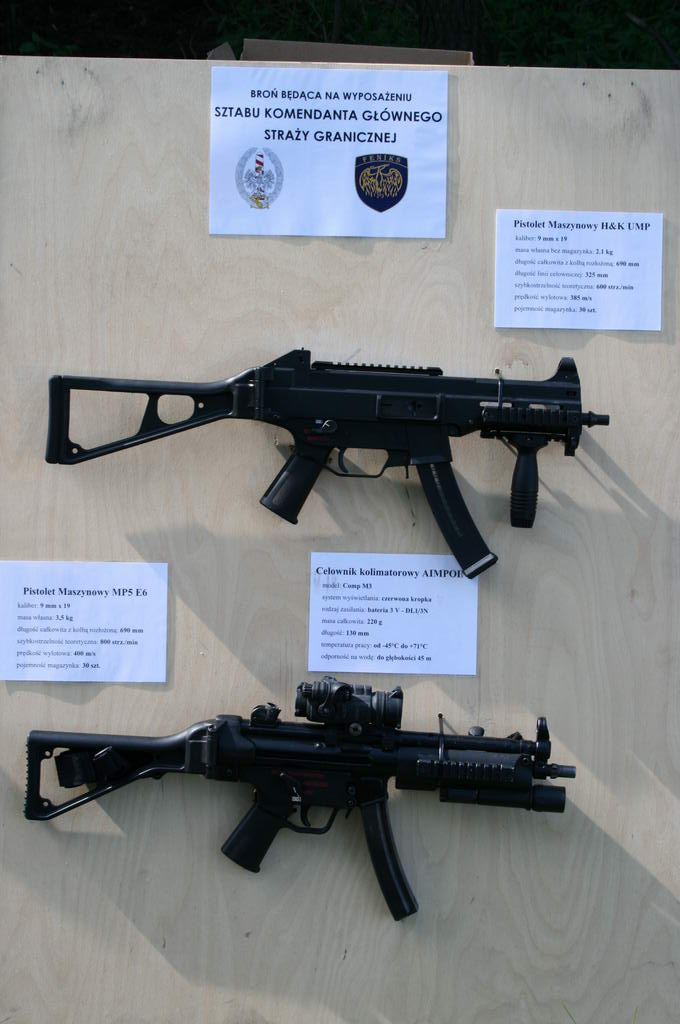
HK UMP9（上方）和MP5E6（下方）

- UMP45：UMP的最初型號，.45 ACP口徑，配25發彈匣。
- UMP40：.40 S&W口徑型，配30發彈匣。
- UMP9：9×19毫米帕拉貝倫型，配30發彈匣。
- USC：半自動民用型版本，.45 ACP口徑。

## 使用國

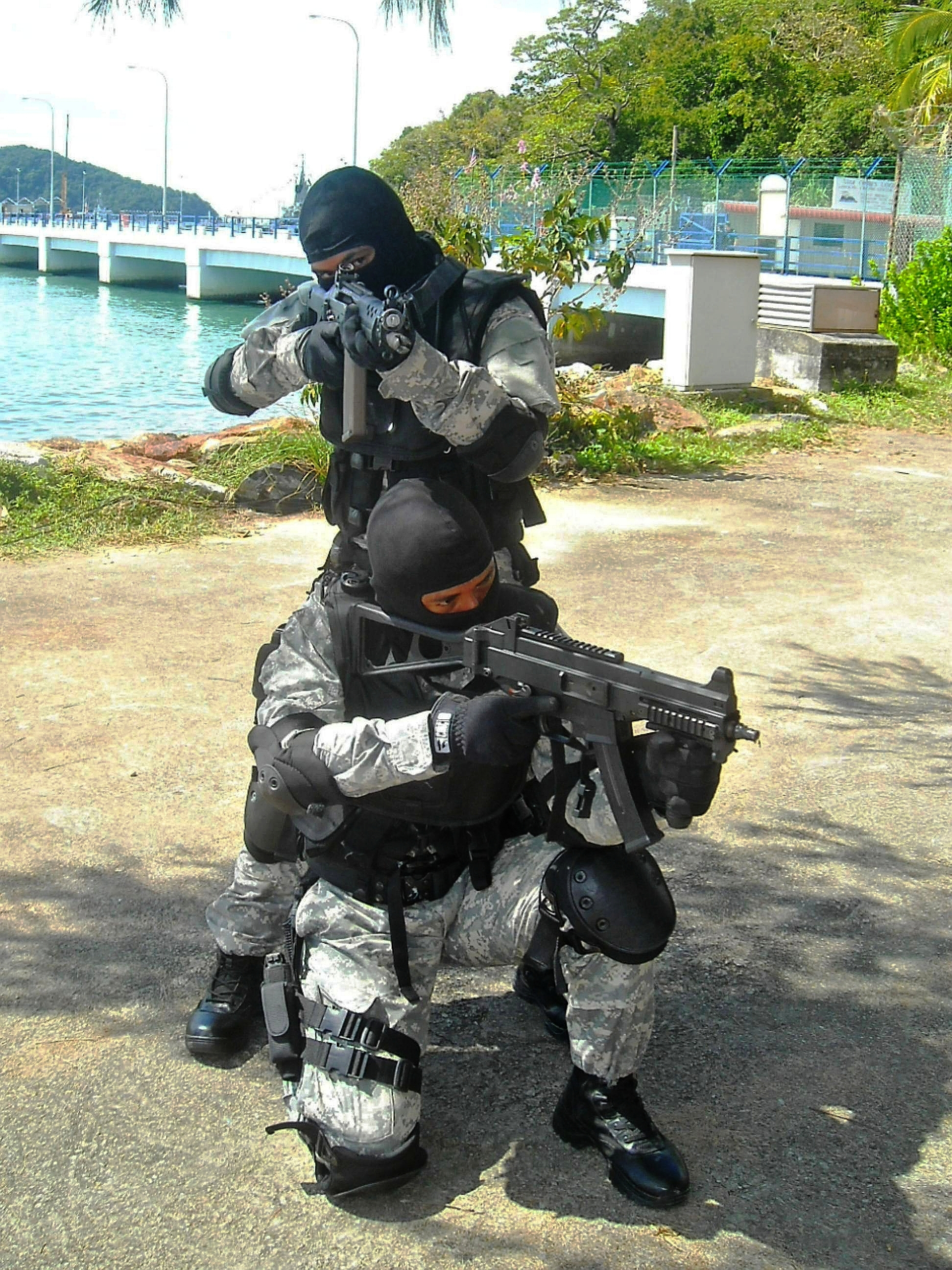
馬來西亞海事執法局的人員裝備的UMP9與SG 553

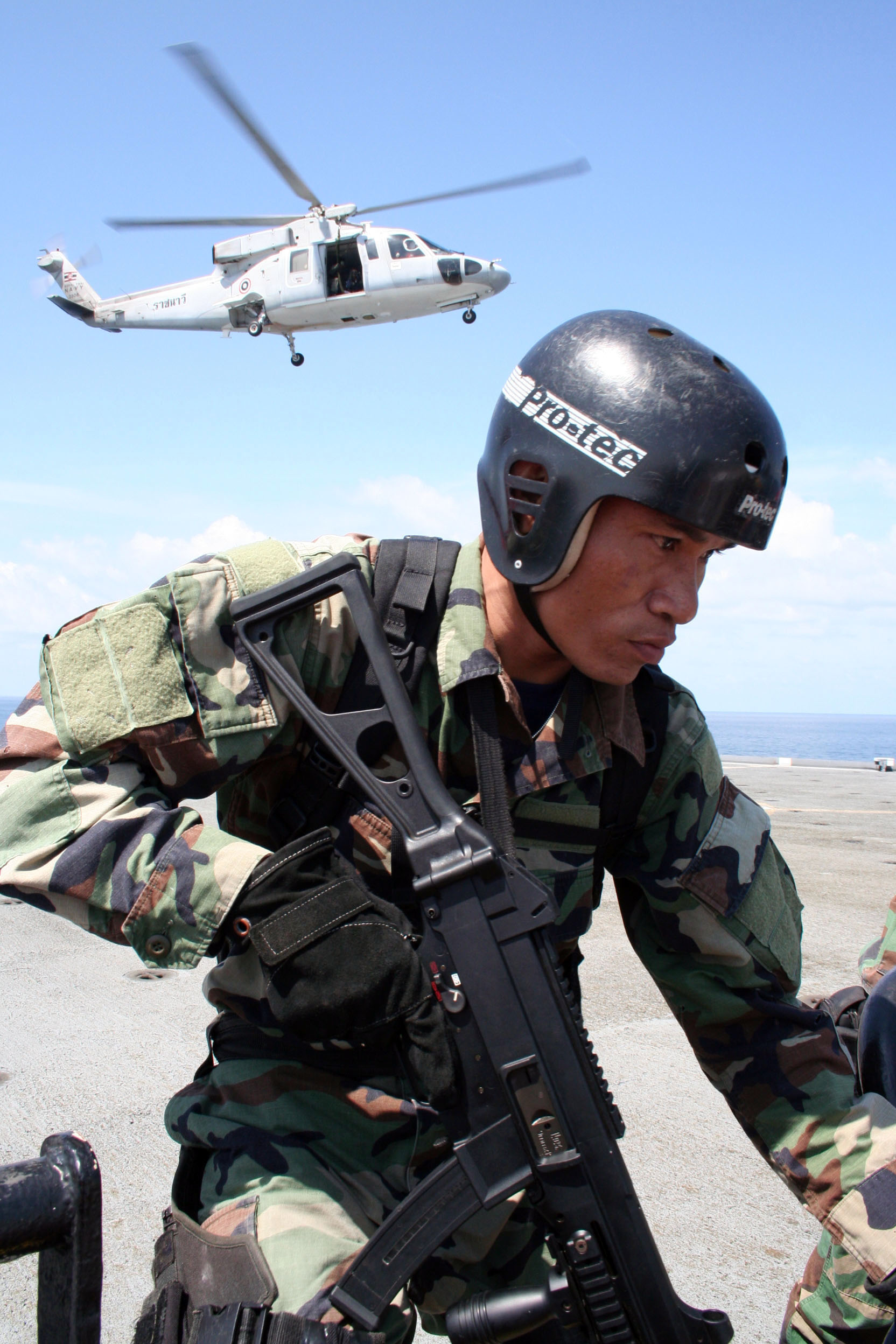
泰國皇家海豹部隊的士兵使用UMP9

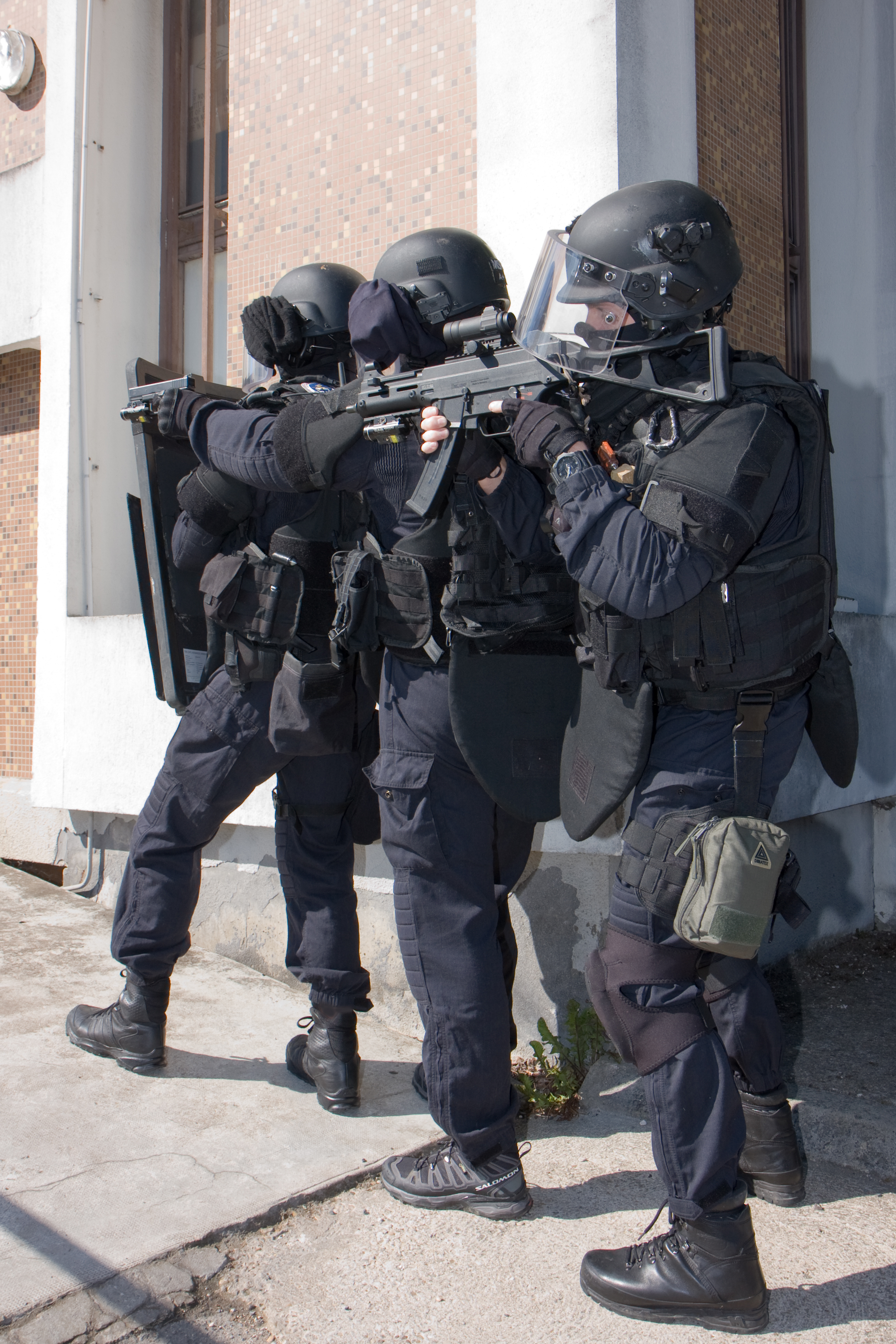
法國國家憲兵干預組區域分隊裝備的UMP9

- 阿尔巴尼亚
  - 阿爾巴尼亞地面部隊（英语：Albanian Land Forces）特種作戰營（英语：Special Operations Battalion (Albania)）[1]（UMP9）
- 安道尔
  - 警察干預小組
- - 新南威爾斯州警察部隊（英语：New South Wales Police Force）戰術行動單位（UMP40）
  - 新南威爾斯州懲教局（英语：New South Wales Department of Corrective Services）人質應對行動組（英语：Hostage Response Group）（UMP40）
  - 維多利亞州警察緊急事故應對小組（英语：Critical Incident Response Team）（UMP40）
- 比利时
  - 比利時聯邦警察（英语：Federal Police (Belgium)）（UMP9）
- 巴西
  - 巴西陸軍（英语：Brazilian Army）特種作戰指揮部（英语：Brazilian Special Operations Command）（UMP9）
  - 巴西海軍陸戰隊特種作戰團（英语：COMANF）（UMP9）
- 加拿大
  - 布蘭特福德警察局緊急應變部隊（UMP40）
- 捷克
- 埃及
  - 特種部隊單位（UMP45）
- 芬兰
- 法國
  - 法國國家憲兵（UMP9）
- - 特種部隊單位（UMP45）
- 德国
  - 德國州警察（英语：Landespolizei）特別行動突擊隊
  - 德國聯邦警察
  - 德國陸軍特種部隊司令部
- 希腊
- 印度尼西亞
- 義大利
- 约旦
  - 特種部隊單位
- 科索沃
  - 科索沃警察特別干預單位（UMP45）
- 拉脫維亞
  - 拉脫維亞陸軍（英语：Latvian Army）（UMP9）
- 列支敦斯登
  - 列支敦士登國家警察特別警察單位
  - 保安部隊
- 立陶宛
- 马来西亚
  - 馬來西亞皇家海軍特種作戰部隊（UMP45）
  - 馬來西亞海上執法局（英语：Malaysian Maritime Enforcement Agency）特種任務和救援部隊（英语：Special Task And Rescue）（UMP9）
- 墨西哥
  - 墨西哥聯邦警察（英语：Federal Police (Mexico)）
  - 墨西哥海軍步兵（英语：Naval Infantry Force）
- 摩洛哥
  - 摩洛哥皇家憲兵（英语：Royal Moroccan Gendarmerie）
- 巴基斯坦
- 菲律賓
  - 菲律賓國家警察特別行動部隊（英语：Special Action Force）（UMP45）
- 波蘭
  - 波蘭警察（英语：Policja）
  - 特種軍司令部（英语：Polish Special Forces）
- 葡萄牙
- 羅馬尼亞
  - 羅馬尼亞地面部隊（英语：Romanian Land Forces）特種作戰營
  - 羅馬尼亞海軍（英语：Romanian Naval Forces）特別行動組
- 塞爾維亞
  - 塞爾維亞陸軍（英语：Serbian Army）特別旅（英语：Special Brigade）
  - 塞爾維亞警察（英语：Serbian Police）反恐單位（英语：Counter-Terrorist Unit (Serbia)）
- 斯洛伐克
  - 斯洛伐克武裝部隊第5特種作戰團（英语：5th Special Operations Regimemt）（UMP9）
- 南非
  - 南非警察局（英语：South African Police Service）國家干預單位（英语：National Intervention Unit）（UMP9）
- - 大韓民國警察廳警察特攻隊
  - 總統安全局（英语：Presidential Security Service (South Korea)）
- 西班牙
  - 加泰羅尼亞騎警（英语：Mossos d'Esquadra）（UMP9）
  - 西班牙陸軍（英语：Spanish Army）
- 泰國
  - 泰國皇家海軍特種作戰司令部（英语：Naval Special Warfare Command (Thailand)）（UMP9）
- 千里達及托巴哥
- 美国
  - 美國邊境巡邏局（英语：United States Border Patrol）（UMP40）
  - 美國移民及海關執法局（UMP40）
  - 美國法警局（UMP40）
  - 美國緝毒局（UMP40）
  - 美國農業部（UMP40）
  - 中央情報局
  - 白宮警察
  - 五角大樓武裝保護局（英语：Pentagon Force Protection Agency）（UMP40）
  - 多個警察局的特種武器和戰術部隊（UMP45）
  - 聯邦調查局人質拯救隊（UMP45）
  - 美國特種作戰司令部（UMP40、UMP45）
    - 美國陸軍第1特種部隊司令部
    - 美國海軍三棲特戰隊

## 流行文化

### 電影
- 2003年—：型號為UMP45，裝有C-More紅點鏡，由雙胞胎所使用。
- 2003年—：型號為UMP9，由梅羅文加的守衛所使用。
- 2004年—《惡靈古堡2：啟示錄》：型號為UMP9，由保護傘公司的隊員所使用。
- 2003年—：型號為UMP45，裝上C-More紅點鏡並移除了槍托，由T-850（阿諾德·施瓦辛格飾演）單手握持使用。
- 2006年—：型號為UMP45，由唐·金的手下所使用。
- 2008年—《刺客聯盟》：型號為UMP9，裝上了瞄準鏡。由多名殺手所使用，其中一支被韋斯利·吉布森（詹姆斯·麥艾維飾演）所繳獲。
- 2012年—《惡靈古堡5：天譴日》：型號為UMP45，裝有紅點鏡，由東尼所使用。
- 2012年—：型號為UMP45，部份裝有紅點鏡，由托爾·羅德（蘭迪·寇楚飾演）、海爾·凱撒（泰瑞·克魯斯飾演）、岡納·詹森（杜夫·朗格林飾演）、教堂先生（布魯斯·威利飾演）、陳美琪（余男飾演）和桑族武裝份子所使用。
- 2014年—：為UMP45，裝有AN/PVS-14夜視儀、抑制器和EOTech XPS2全息瞄準鏡和SureFire M900前握把等配件，於故事後期由泰迪的其中三名手下所使用。
- 2016年—：型號為UMP45，由新納粹傭兵部隊所使用。
- 2018年—：型號為UMP45，由亞歷山卓·吉利克（班尼西歐·岱·托羅飾演）所使用。

### 電子遊戲
- 1999年—系列（1.6）：型號為UMP45，命名為「KM UMP45」，奇怪地在重新裝填時拉機柄會自動鎖定，換上新彈匣後玩家角色會以「HK拍擊」方式上膛。武器模組採用鏡像佈局（拉機柄、拋殼口及槍栓釋放鈕都位於同一邊）。
- 2007年—：繼承自《絕對武力》，隨遊戲登場武器，命名為「KM UMP45」，奇怪地在重新裝填時拉機柄會自動鎖定，換上新彈匣後玩家角色會以「HK拍擊」方式上膛。武器模組採用鏡像佈局（拉機柄、拋殼口及槍栓釋放鈕都位於同一邊）。另外，遊戲中的反殭屍用衝鋒槍「Skull-3」也是以UMP45作基礎。相異之處為Skull-3的槍身添加了金色的邊緣、改用虛構的.45反殭屍特殊彈及35發彈匣、加裝了Aimpoint Comp M3紅點鏡（可用）及可使用雙持，且奇怪地射擊時拉機柄本體會復進，而槍栓則不會復進，以及重新裝填後不用上膛。
- 2008年—《戰地之王》：型號為UMP45，可裝上全息瞄準鏡。
- 2008年—：型号为UMP45，命名為“UMP”，自带消音器，聯機模式中為特技兵解鎖武器。奇怪地25發彈匣內可載60發子彈、第一人稱視角中的武器模組採用鏡像佈局（拉機柄和拋殼口都位於同一邊），以及在空倉重新裝填後玩家角色不會為槍械上膛。
- 2009年—及重製版：型號為UMP45，命名為“UMP45”，空倉重新裝填時玩家角色會直接拉動拉機柄上膛。戰役模式時由141特遣隊、俄羅斯極端民族主義黨武裝力量、聯邦安全局特種部隊、扎卡耶夫國際機場警衛以及暗影連所使用。在聯機模式時於等級1解鎖，並可使用紅點鏡、ACOG光學瞄準鏡、熱能探測式瞄具、EOTECH全息瞄準鏡、消音器、全金屬披甲彈（英语：Full metal jacket bullet）、延長彈匣（增至50發）、雙持和射速增加。
- 2010年—：型号为UMP45，命名為“UMP-45”，自带消音器，聯機模式中為工程兵解鎖武器。奇怪地在第一人稱視角中的武器模組採用鏡像佈局（拉機柄和拋殼口都位於同一邊）以及在空倉重新裝填後玩家角色不會為槍械上膛。
- 2011年—：型號為UMP45，命名為“UMP45”，空倉重新裝填時玩家角色會手動鎖定槍栓，更換彈匣後以「HK拍擊」方式上膛，單人模式當中由卡法洛夫的私人部隊和法國國家憲兵干預組所使用，在多人联机中达到16级即可解锁，並被歸類為個人防衛武器（PDW）。
- 2011年—：型號為UMP45，命名為“UMP45”，奇怪地載彈量為32發，空倉重新裝填時玩家角色會直接拉動拉機柄上膛。戰役模式時由同心圏組織的成員所使用。在聯機模式時於等級1解鎖，並可使用紅點鏡、ACOG光學瞄準鏡、熱能探測式瞄具、EOTECH全息瞄準鏡、混合式瞄準鏡、消音器、延長彈匣（增至48發）和射速增加。此槍在生存模式中於等級4解鎖，價格為$2,000。
- 2012年—：型號為UMP45，並改正前代錯誤命名，命名為UMP45，重新裝填時玩家角色會直接拉動拉機柄上膛。
- 2012年—《惡靈古堡6》：「MP-AF」是以UMP9為基礎的虛構武器，裝備有不可用的紅點瞄準器。使用9公厘手槍彈藥。
- 2012年—：型號為UMP45，命名為「HX UMP」，衍生型為：情報局型。
- 2012年—《戰爭前線》：型號為UMP45，命名為“H&K UMP”，為工程兵專用武器，使用25發彈匣供彈，重新裝填時玩家角色會直接拉動拉機柄上膛。中國大陸伺服器為專家解鎖武器，歐美與俄羅斯伺服器為抽獎武器，拥有皇冠币专属涂装版本与周年庆专属涂装版本，可以改装枪口配件（通用消音器、冲锋枪消音器、冲锋枪制退器、冲锋枪刺刀）、战术导轨配件（通用握把、冲锋枪握把、冲锋枪握把架）以及瞄准镜（EoTech 553全息瞄准镜、绿点全息瞄准镜、红点瞄准镜、冲锋枪普通瞄准镜、冲锋枪高级瞄准镜以及冲锋枪专家瞄准镜）。
- 2013年—《絕對武力Online 2》：型號為UMP45，命名為「UMP45」。
- 2013年—《2》：型號為UMP45（預設），最初只由遊戲中的NPC所使用，玩家無法使用。
  - 2016年新增在“John Wick Weapon Pack”資料片中，命名為「Jackal SMG」，可在黑市購買後並另外花費自行組裝。
- 2013年—：型號為UMP45及UMP9：
  - UMP45命名為「UMP-45」，歸類為衝鋒槍 ，載彈量25+1發，空倉重新裝填時玩家角色會按下槍栓釋放鈕上膛。單機模式中能夠由主角丹尼爾·雷克所使用，也被其他「墓碑」隊員於上海任務當中所使用。聯機模式中為工程兵的解鎖武器。
  - UMP9命名為「UMP-9」，歸類為衝鋒槍 ，載彈量30+1發，空倉重新裝填時玩家角色會按下槍栓釋放鈕上膛。只在聯機模式中登場，為工程兵的解鎖武器。
- 2014年—《叛亂（英语：Insurgency (video game)）》：型號為UMP45，安全部隊專用武器，空倉重新裝填時玩家角色會手動鎖定槍栓，更換彈匣後以「HK拍擊」方式上膛。
- 2015年—：型號為UMP9及UMP45：
  - UMP9命名為「UMP-9」，歸類為衝鋒槍為資料片「大逃亡」中新增武器，載彈量30+1發，能夠由執法機關和罪犯雙方機械師所使用，價格為$30,200。奇怪地打空彈匣後拉機柄會自動鎖定，空倉重新裝填時玩家角色會按下槍栓釋放鈕上膛，同時拉機柄也會復位。可加裝各種瞄準鏡（反射、眼鏡蛇、全息瞄準鏡（放大1倍）、PKA-S（放大1倍）、Micro T1、SRS 02、Comp M4S、M145（放大3.4倍）、PO（放大3.5倍） 、ACOG（放大4倍）、PSO-1（放大4倍）、IRNV（放大1倍）、FLIR（放大2倍））、附加配件（傾斜式機械瞄具、傾斜式紅點鏡、電筒、戰術燈、激光瞄準器）、槍口零件（制退器、補償器、重槍管、抑制器、消焰器）及握把（垂直握把、粗短握把、直角握把）。
  - UMP45命名為“UMP-45”，歸類為衝鋒槍，載彈量25+1發，聯機模式中預設配備全息瞄準鏡，能夠由罪犯機械師所使用，價格為$10,200（原先設定為執法機關陣營專用武器，但後來基於遊戲公平性而進行了調整，與M/45對調，UMP45因而成為罪犯專用武器；執法機關解鎖條件為：以任何陣營進行遊戲使用該槍擊殺1,250名敵人後購買武器執照）。奇怪地打空彈匣後拉機柄會自動鎖定，空倉重新裝填時玩家角色會按下槍栓釋放鈕上膛，同時拉機柄也會復位。可加裝各種瞄準鏡（反射、眼鏡蛇、全息瞄準鏡（放大1倍）、PKA-S（放大1倍）、Micro T1、SRS 02、Comp M4S、M145（放大3.4倍）、PO（放大3.5倍） 、ACOG（放大4倍）、PSO-1（放大4倍）、IRNV（放大1倍）、FLIR（放大2倍））、附加配件（傾斜式機械瞄具、傾斜式紅點鏡 、電筒、戰術燈、激光瞄準器）、槍口零件（制退器、補償器、重槍管、抑制器、消焰器）及握把（垂直握把、粗短握把、直角握把）。單人模式當中則能夠由主角尼古拉斯·門多薩所使用，也由特種武器和戰術部隊、罪犯和「理想結果」的成員所使用。
- 2015年—《惡靈古堡：啟示2》：「MP-AF」是以UMP9為基礎的虛構武器，裝備有不可用的紅點瞄準器。重復使用《惡靈古堡6》的模型。
- 2015年—《小兵步槍》：型號為UMP40，命名為「UMP40」，30發直型可拆卸式彈匣。
- 2015年—：型號為UMP45，命名為「UMP45」，由聯邦調查局特種武器和戰術部隊幹員所使用，奇怪地射擊時拉機柄會隨槍栓一同復進，並在彈匣打空後會自動鎖定。空倉重新裝填後玩家角色會釋放鎖定的拉機柄以完成重新上膛。
- 2016年—：型號為UMP45，命名為「MacTav-45」，歸類為「經典」武器。奇怪地在打空彈匣後拉機柄會自動鎖定。空倉重新裝填後玩家角色會釋放鎖定的拉機柄以完成重新上膛。
- 2016年—《少女前線》：UMP9、UMP45和UMP40先後以拟人化的姐妹形象出现。
- 2017年—《絕地求生》：型號為UMP45，可以搭配配件使用。
- 2018年—《地面部隊》（Ground Branch）：型號為UMP45。
- 2021年—《嚴陣以待》：型號為UMP45和UMP9（1.0版本實裝），分別命名為“UMP-45”及“UMP-9”。
- 2023年—《決勝時刻：現代戰爭III 2023》：型號為UMP45，命名為“Striker”。

### 動畫
- 2014年—《刀劍神域II》：型號為UMP45，在「幽靈子彈」篇為GGO玩家「銀狼」的主要武器，重新裝填時會以“HK拍擊”方式上膛。
- 2015年—《劇場版》：型號為UMP45，由潛入日本的東南亞聯盟反政府遊擊隊戰士所使用。